# Джон Крайтън
Джон Оливър Крайтън (на английски: John Oliver Creighton) e американски тест пилот и астронавт на НАСА, участник в три космически полета.

## Образование
Джон Крайтън завършва колежа Ballard High School, Сиатъл, Вашингтон през 1961 г. През 1966 г. получава бакалавърска степен по инженерни науки от Военноморската академия на САЩ, Анаполис, Мериленд. През 1978 г. става магистър по администрация на науката и технологиите в университета Вашингтон.

## Военна кариера
Джон Крайтън постъпва на активна служба в USN веднага след дипломирането си, а става морски летец през октомври 1967 г. Лети на изтребител F-4 Фантом. Зачислен е в бойна ескадрила 154 (VF-154), базирана на самолетоносача USS Ranger (CV-61). От юли 1968 до май 1970 г. участва във военните действия във Виетнам. Извършва 175 бойни полета. През февруари 1971 г. завършва школа за тест пилоти. От юли 1973 г. лети на новия изтребител F-14 Томкет, като командир на бойна ескадрила 2 (VF-2) базирана на атомния самолетоносач USS Enterprise (CVN-65) – първото боеготово съединение на USN, опериращо с новия самолет. През 1977 г. се завръща в САЩ и е назначен за програмен мениджър в развитието на F-14 Томкет. По време на своята кариера Джон Крайтън има общ нальот от 6000 полетни часа и 500 кацания на палубата на самолетоносач.

## Служба в НАСА
Джон Крайтън е избран за астронавт от НАСА през юни 1978 година, Астронавтска група №8. Завършва общия курс на обучение по програмата Спейс шатъл през август 1979 г. Първото си назначение получава по време на мисията STS-26, когато е назначен за CAPCOM офицер. Участник е в три космически полета и има 403 часа в космоса. Напуска НАСА на 15.07.1992 г.

### Полети
Джон Крайтън лети в космоса като член на екипажа на три мисии:
| Космически полети на Джон Оливър Крайтън                       | Космически полети на Джон Оливър Крайтън | Космически полети на Джон Оливър Крайтън | Космически полети на Джон Оливър Крайтън | Космически полети на Джон Оливър Крайтън | Космически полети на Джон Оливър Крайтън | Космически полети на Джон Оливър Крайтън |
| №                                                              | Дата                                     | КК                                       | Емблема на мисията                       | Функции                                  | Продължителност                          |                                          |
| -------------------------------------------------------------- | ---------------------------------------- | ---------------------------------------- | ---------------------------------------- | ---------------------------------------- | ---------------------------------------- | ---------------------------------------- |
| 1                                                              | 17 юни 1985                              | „Дискавъри“, мисия STS-51G               |                                          | Пилот                                    | 7 денонощия 01 час 38 мин. 52 сек.       |                                          |
| 2                                                              | 28 февруари 1990                         | „Атлантис“, мисия STS-36                 |                                          | Командир                                 | 4 денонощия 10 часа 18 мин. 22 сек.      |                                          |
| 3                                                              | 12 септември 1991                        | „Дискавъри“, мисия STS-48                |                                          | Командир                                 | 5 денонощия 08 часа 27 мин. 38 сек.      |                                          |
| Сумарно време в космоса – 16 денонощия 20 часа 24 мин. 52 сек. |                                          |                                          |                                          |                                          |                                          |                                          |

## Награди
- Медал за отлична служба на Родината;
- Летателен кръст за заслуги;
- Легион за заслуги;
- Въздушен медал (10);
- Медал на експедиционните сили;
- Кръст за храброст;
- Френски медал на почетния легион;
- Медал на НАСА за участие в космически полет (3);
- Медал на НАСА за отлична служба;
- Медал на НАСА за изключително лидерство.